# ルード (面積の単位)
ルード(rood)は、ヤード・ポンド法における面積（地積）の単位である。エーカーの4分の1（1210平方ヤード、1011.7141056平方メートル）と定義される。
roodという言葉はpole（ポール、棒）の古語で、そこから「ルード」には十字架（十字架上のキリスト像）という意味もある。ポール(pole)は長さの単位（5.5ヤード、5.0292メートル）でもあり、1ルードは1ポール×1ハロン（40ポール、201.168メートル）の面積である。
ただし、いくつかの古文献では、ルードは現在の1エーカーの意味で用いられている。また、イングランドの一地方ではルードは長さの単位として使用されており、その長さは5.5ヤード（すなわちポールと同じ）であった。